# Scoparia aemilii
Scoparia aemilii là một loài thực vật có hoa trong họ Mã đề. Loài này được Chodat miêu tả khoa học đầu tiên năm 1907.